# Mike Modano
Michael Thomas „Mike” Modano, Jr (ur. 7 czerwca 1970 w Livonii) – amerykański hokeista, reprezentant USA. Działacz hokejowy.

## Kariera klubowa
- Minnesota North Stars (1989–1993)
- Dallas Stars (1993–2010)
- Detroit Red Wings (2010–2011)

W latach 1988–93 grał w Minnesota North Stars. Później pozostał w drużynie, gdy zmieniła właściciela i została przeniesiona do Dallas w Teksasie. Z klubem Dallas Stars był związany przez 18 lat kariery. W czerwcu 2010 właściciele Dallas Stars zdecydowali, że odmłodzą nieco skład i zrezygnowali z przedłużenia umowy ze swoim kapitanem Modano. Łącznie występował w jednej drużynie przez 21 sezony. Od 2010 przez jeden sezon NHL występował w Detroit Red Wings.
We wrześniu 2011 poinformował o zakończeniu kariery zawodniczej.
Łącznie wystąpił w 1499 meczach ligi NHL. Zdobył 561 bramek i uzyskał 813 asyst. W klasyfikacji wszech czasów jest najwyżej notowanym z urodzonych w USA graczy, podobnie jak wśród najlepszych strzelców.
Z drużyną Dallas Stars wywalczył Puchar Stanleya w 1999. Był uczestnikiem ośmiu Meczów Gwiazd NHL.

## Kariera reprezentacyjna

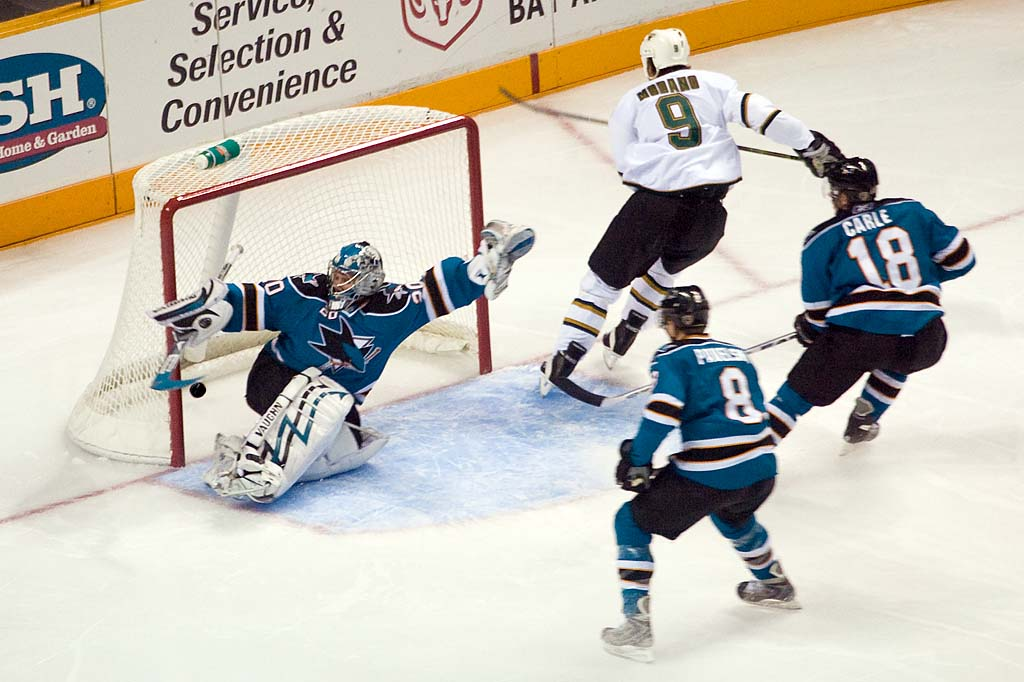
Mike Modano zdobywa gola poprawiając rekord w klasyfikacji wszech czasów jako gracz amerykański w meczu z San Jose Sharks 7 listopada 2007.

Mike Modano w dorosłej reprezentacji Stanów Zjednoczonych rozegrał 57 spotkań, zdobył 17 bramek i zaliczył 27 asyst. Występował w Mistrzostwach Świata w 1990, 1993, 2005, w Pucharze Świata w 1991 (wówczas - Canada Cup 1991), 1996 i w 2004 oraz na Zimowych Igrzyskach Olimpijskich w Nagano w 1998, Salt Lake City w 2002 (zdobył srebrny medal) Turynie w 2006.

## Sukcesy
Reprezentacyjne
- Srebrny medal Canada Cup: 1991
- Puchar Świata: 1996
- Srebrny medal igrzysk olimpijskich: 2002

Klubowe
- Puchar Stanleya: 1999 z Dallas Stars

Indywidualne
- Mistrzostwa świata juniorów do lat 20 w 1989:
  - Pierwsze miejsce w klasyfikacji asystentów turnieju: 9 asyst
- Sezon NHL (1989/1999):
  - NHL All-Rookie Team
- Hokej na lodzie na Zimowych Igrzyskach Olimpijskich 2002:
  - Pierwsze miejsce w klasyfikacji asystentów turnieju: 6 asyst
- Sezon NHL (2008/2009):
  - NHL All-Star Game

Wyróżnienia
- Galeria Sławy USA: 2012
- Klub Dallas Stars zastrzegł dla zawodników drużyny numer 9, z którym występował Mike Modano: 8 marca 2014[4]
- Klub Dallas Stars ustanowił nagrodę imienia Mike'a Modano dla zawodnika drużyny, który uzyska najwięcej punktów w klasyfikacji kanadyjskiej w sezonie zasadniczym: 8 marca 2014[5]
- Hockey Hall of Fame: 2014[6][7]
- Galeria Sławy IIHF: 2019[8][9]

## Inna działalność
- Zagrał siebie samego w filmie Potężne Kaczory z 1992[10].
- Od sezonu 2012/2013 jest współwłaścicielem klubu Allen Americans (wraz z nim także inny były hokeista, Ed Belfour)[11][12].